# Maliovanca
Maliovanca (în ucraineană Мальованка) este o rezervație botanică de importanță locală din raionul Storojineț, regiunea Cernăuți (Ucraina), situată la sud-est de satul Zavoloca. Este administrată de comuna Camena.
Suprafața ariei protejate constituie 25 de hectare, fiind creată în anul 1991 prin decizia comitetului executiv regional. Statutul a fost acordat pentru protejarea florei de stepă din zonă. Multe specii de plante enumerate în Cartea Roșie a Ucrainei cresc aici, inclusiv plante medicinale.